# Andrés Febrés
Andrés Febrés Oms, né le 29 juillet 1734 à Manrèse (Espagne) et décédé le 21 mai 1790 à Cagliari, en Sardaigne (Italie), est un prêtre jésuite espagnol missionnaire parmi les Mapuches, au Chili. Il est  connu des linguistes pour sa grammaire de la langue mapuche. De retour en Europe en 1769 il y devient un polémiste en défense de la Compagnie de Jésus, récemment supprimée (1773). 

## Biographie
Entré le 8 novembre 1752 au noviciat des Jésuites de Tarragone (Espagne) – il a 18 ans – Andrés est envoyé au Chili, dès que ses deux années de formation spirituelle sont terminées. Il arrive à Santiago le 8 avril 1755 et se met immédiatement à l’étude de la langue mapuche. Ordonné prêtre vers 1762 (à Santiago) il est envoyé l'année suivante en mission tout d'abord à La Araucanía, puis dans les missions de 'La impérial’ (aujourd’hui  Concepción) et d'Angol. 
Le père Valdés se rend en 1765 à Lima, alors capitale le l’empire colonial espagnol, pour y publier son ‘Arte de la lengua araucana’ [Langue mapuche]’ 
De retour au Chili, il est envoyé à Valdivia et à San José de la Mariquina. Il y fait partie de l'équipe chargée de fonder une nouvelle mission à Río Bueno.  C’est là qu’il se trouve lorsque lui parvient l'ordre d'expulsion des jésuites de tous les territoires espagnols, en Europe dans l‘empire colonial, décrété par Charles III (1767).
Après un an passé à El Puerto de Santa María (Espagne), il arrive, en exilé, à Imola (alors dans les États pontificaux) en 1769. Sans occupation fixe il y étudie les mathématiques. Après la suppression universelle de la Compagnie de Jésus en 1773 il s'installe à Rome et s’adonne entièrement à la plume. Excellente plume mais acerbe et polémique (contre la décadence des sciences et les lettres et contre la suppression de la Compagnie de Jésus), il s’attire des ennuis et doit se cacher. 
En 1780, du fait de son activité d'écrivain polémiste il n'hésite pas à se mettre en danger. Il doit s'enfuir de Rome pour avoir écrit son fameux texte à charge contre José Nicolás de Azara, haut diplomate espagnol qu'il accuse d'avoir largement conspiré pour la suppression de son Ordre. Il se réfugie et se cache sur l'ile de Sardaigne, où il fonde encore une école pour les pauvres, à Cagliari.
C'est à Cagliari que Le père Andrés Febrés Oms meurt le 21 mai 1790. 

## Écrits

### Écrit linguistique
- Arte de la lengua general del reyno de Chile con una diálogo chileno-hispano muy curioso, Lima, 1765. La grammaire est rééditée à Santiago [1846 et 1864] et à Buenos Aires [1882]. Un ouvrage très complet, dans lequel on retrouve un manuel de grammaire de langue mapuche, un dictionnaire espagnol-mapuche et un petit catéchisme en langue mapuche. Pour la partie dictionnaire, Febrés se serait basé sur trois ouvrages publiés avant lui : un de Luis de Valdivia (1606), un de Diego Amaya Sotomayor et un de Gaspar López de Codiñanos réalisés à Chiloé. La première version de l'ouvrage est achevée en 1764. En 1765 Andrés Febrés se rend lui-même à Lima pour veiller à sa publication.

### Écrits polémiques
- Febrés participe à la controverse agitant le monde hispano-italien provoquée par l’essai de Saverio Bettinelli et Tiraboschi auquel avait répondu Lampillas en un essai historico-apologétique de 6 volumes (Gênes, 1778-1781) dans lequel il accuse l'Italie d'être la principale cause de la décadence de la science et de la littérature, alors que l'Espagne possède des écrivains de mérite. Il affirme également que la littérature espagnole a influencé celle d'autres peuples. Le livre est attaqué par plusieurs italiens, et Febrés contre-attaque l'un d'entre eux avec son analyse de l'essai de Lampillas.
- En 1780 sortit de presse la Memoria Cattolica, écrit anonyme imprimé à ‘Cosmopoli’ (ville fictive), contre le bref de Clément XIV qui supprima la Compagnie de Jésus (1773). La rumeur publique accusait Febrés d’en être l’auteur. Sa maison fut perquisitionnée ; on y trouva une presse à imprimer et des sonnets contre José Nicolás de Azara, influent ambassadeur d'Espagne auprès du Saint-Siège. Febrés ne fut pas arrêté... car il s’était enfui, probablement avec l'aide du cardinal Giovanni Battista Rezzonico. L'œuvre fut mise à l'Index (juin 1781). Vu l'élégance du style italien, il est clair que Febrés n’en est pas l’auteur. Plus tard, on découvrit qu'il s'agissait de Carlo Borgo. Bien qu'il ne soit pas l'auteur de ce mémoire, Febrés (polémiste dans l’âme) décide d’en écrire un second, similaire mais dans un italien défectueux.
- Seconda Memoria Cattolica contenente il trionfo della fede e chiesa de monarchi e monarchie e della Compania de Gesu e sua apologie, 3 vol., Roma, 1783-1784. Plutôt qu'une refonte du premier, il s'agit de son apologie, également anonyme, pleine d'ironie. Il accuse les ministres du Portugal, de la France et de l'Espagne de comploter la perte de l'Église en s'attaquant aux Jésuites, comme stratégie initiale. Il ajoute de manière prophétique que l'expulsion des Jésuites de l’empire espagnol d’Amérique, associée à l'indépendance des États-Unis, entraînera la fin de la domination espagnole. Pie VI condamne l'ouvrage le 18 novembre 1788.